# فريرن
فررن (بالألمانية: Freren) هي بلدة ألمانية تقع في ألمانيا في سكسونيا السفلى.  يقدر عدد سكانها بـ 5,077 نسمة .